# Електромагнітна завада

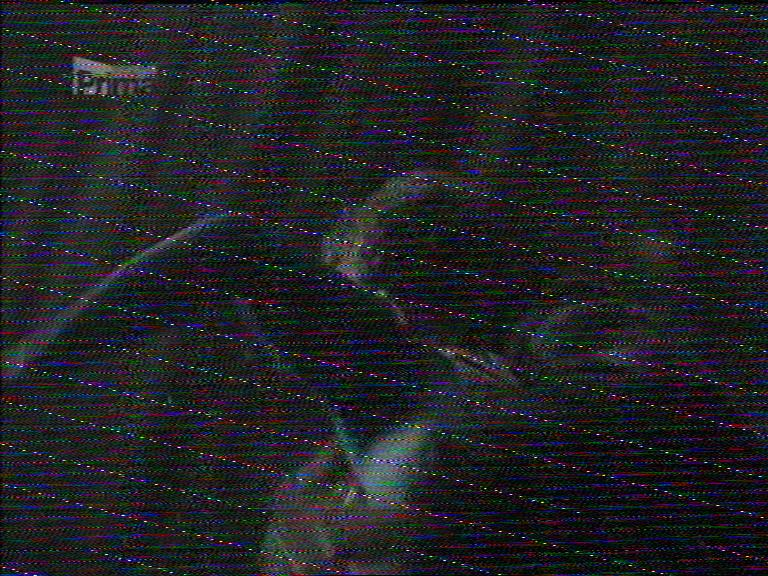
Електромагнітне втручання у сигнал аналогового телебачення

Електромагні́тна зава́да  (електромагні́тна перешко́да) — небажане фізичне явище або вплив електричних, магнітних або електромагнітних полів, електричних струмів або напружень зовнішнього або внутрішнього джерела, яке порушує нормальну роботу технічних засобів або викликає погіршення їх технічних характеристик і параметрів.
Задля радіоелектронної боротьби, застосовують навмисний електромагнітний вплив, спрямований на об'єкт, який є для нього небажаним, тобто, фактично, перешкодою.
За походженням завади розділяються на природні та штучні.

## Електронні перешкоди
Електронне втручання є однією з форм ведення електронної війни, у якій глушники випускають радіохвилі, котрі заважають радару противника випромінюванням дуже потужного сигналу. Є два основні методи, відомі як «шум» та «ретрансляція». Наявні три види блокувань, які задля цього використовуються: «пляма», «сканування» і «гребля».

### Інтерференційна«пляма»
Про таке можна говорити, коли глушник фокусує усю енергію, доступну на одній частоті. Хоча цей метод значно знижує ефективність радара на сталій частоті, РЛС зі змінною частотою майже не постраждає, тому що буде порушено лише одну з його робочих частот. Для блокування такого радара, потрібно кілька випромінювальних систем задля охоплення більшої смуги частот, що вимагає застосування великої кількості дорогого обладнання для результату, який залишатиметься досить скромним.

### «Сканування» завад
Сканування завад, полягає у зміні частоти блокування. Хоча цей метод дозволяє використовувати кілька частот для глушіння поперемінно-швидкою їх зміною, усі частоти не можуть впливати на РЛС одночасно, тому ефективність системи обмежено. Проте, з огляду на те, що ефективність залежить від пристрою обробки даних радара, методика сканування перешкод все ще може бути задовільною для низки радіолокаційних систем.

### Завада «гребля»
Завада «гребля» передбачає глушіння безлічі частот одночасно з використанням одного пристрою. Система ефективна для декількох частот радара, але ефективність знижується, тому що сумарна потужність перешкод поширюється на різних частотах.

### Радіочастотна цифрова пам'ять
Система радіочастотної цифрової пам'яті (DRFM) є електронним методом цифрової форми запису радіосигналу і передавання його після редагування, щоби змінити інформацію, отриману від радара. Цей метод може спотворити визначення відстані до цілі шляхом зміни частоти імпульсу, або його швидкості за рахунок зміни допплерівського зсуву, або цільового кута падіння, передаванням додаткових даних у бічні пелюстки радара. Це призводить до виникнення помилкових цілей. Якщо кожен імпульс радара буде однозначно закодовано, то буде майже неможливо створити оманливі цілі.

## Природничі завади
- Космічні шуми, реліктове випромінювання
- Радіовипромінювання Землі й об'єктів Сонячної системи
- Атмосферні завади Землі

## Штучні завади
- Індустріальні або промислові завади — випромінювання промислових машин, побутових електроприладів тощо.
- Контактні завади — завади, що виникають за перехідних процесів.
- Станційні завади — від інших радіоелектронних засобів: радіостанцій, радіолокаторів тощо.